# Petite Andaman
La Petite Andaman  (en Onge: Gaubolambe)  est la quatrième des îles Andaman par la taille. Sa superficie est de 739 km². Elle est située à l'extrémité sud de l'archipel, et est séparée de la Grande Andaman par le détroit de Duncan. Elle est le territoire de la tribu Onge et est classée comme réserve tribale depuis 1957.
L'île, peu élevée, contient une forêt tropicale très étendue et plusieurs espèces rares de tortues marines. Dans les années 1960, le gouvernement de l'Inde a lancé un programme de colonisation axé sur l'exploitation forestière, mais celui-ci a ensuite été largement abandonné et une ordonnance judiciaire de 2002 a confirmé que l'île était protégée.

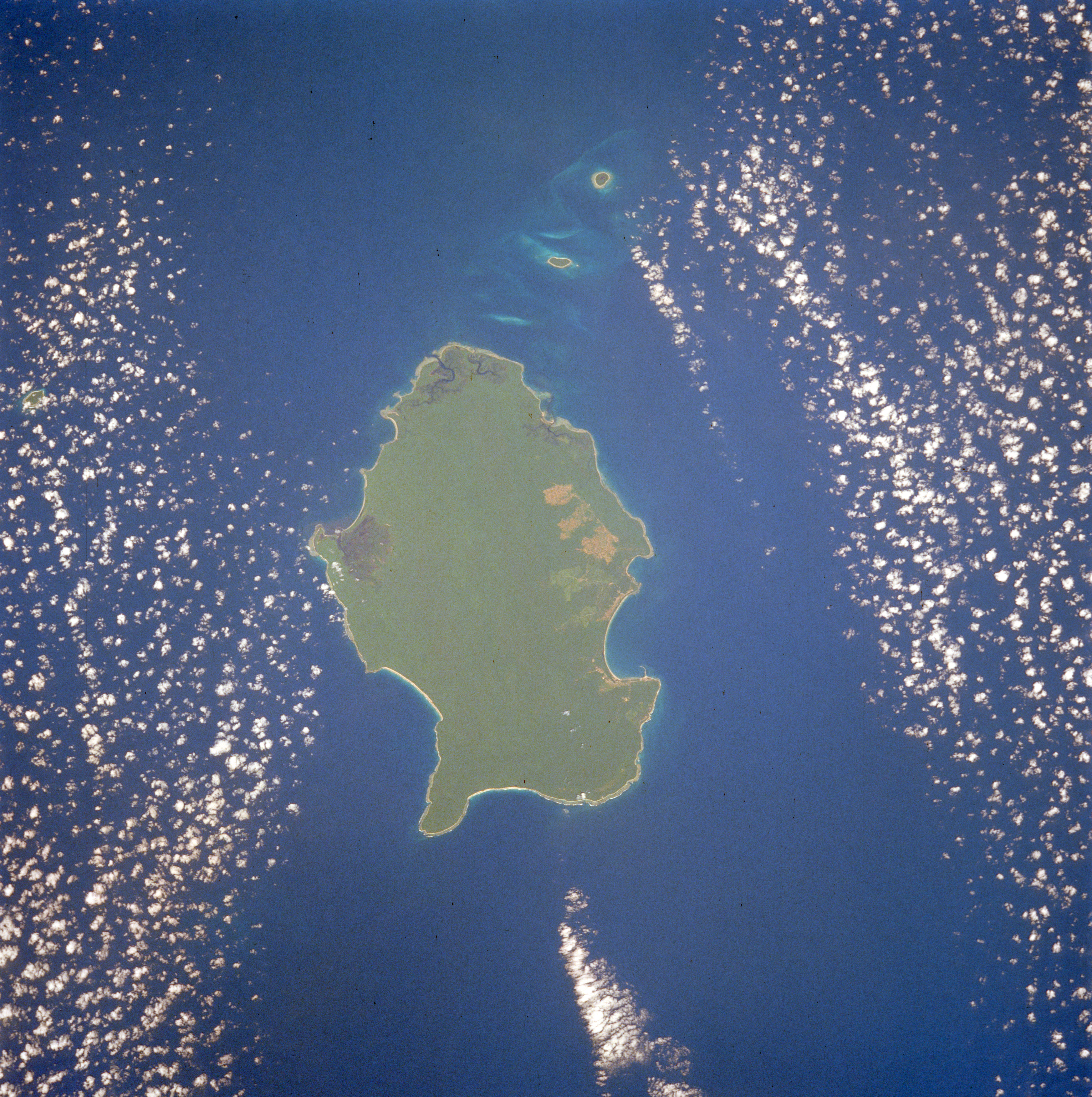
Image de la Petite Andaman prise depuis la navette spatiale, les deux îlots appelés « Les Frères » se trouvent dans le détroit de Duncan